# 1980 en sociologie
| Années de la sociologie : 1977 - 1978 - 1979 - 1980 - 1981 - 1982 - 1983    |
| Décennies de la sociologie : 1950 - 1960 - 1970 - 1980 - 1990 - 2000 - 2010 |

Cet article présente les événements de l’année 1980 dans le domaine de la sociologie.

## Publications

### Livres
- Pierre Bourdieu, Le Sens pratique.